# Francis Severeyns
Francis Severeyns (ur. 8 stycznia 1968 w Westmalle) – piłkarz belgijski grający na pozycji napastnika. W swojej karierze 7 razy wystąpił w reprezentacji Belgii i strzelił w niej 1 gola.

## Kariera klubowa
Karierę piłkarską Severeyns rozpoczynał w klubie Royal Antwerp FC. W 1985 roku zadebiutował w jego barwach w pierwszej lidze belgijskiej, a już w następnym sezonie stał się podstawowym zawodnikiem tego zespołu. W sezonie 1987/1988 strzelił 24 gole i został królem strzelców belgijskiej ligi. Latem 1988 przeszedł do włoskiej Pisy Calcio. W Serie A nie zdobył bramki, a Pisa spadła do Serie B.
W 1989 roku Severeyns wrócił do Belgii i został zawodnikiem KV Mechelen, ówczesnego mistrza Belgii. Zawodnikiem Mechelen był przez 3 sezony i w 1992 roku ponownie został piłkarzem Royalu Antwerp. W 1993 roku dotarł z nim do finału Pucharu Zdobywców Pucharów. Wystąpił w finałowym, przegranym 1:3 meczu z Parmą, w którym zdobył gola. W Royalu grał do końca sezonu 1996/1997.
W 1997 roku Severeyns przeszedł do austriackiego Tirolu Innsbruck. Po półtora roku gry w austriackiej Bundeslidze wrócił do ojczyzny i występował w Germinalu Beerschot do 2001 roku. W sezonie 2001/2002 grał w KVC Westerlo, a w 2002 roku odszedł do trzecioligowego Royal Cappellen FC. W latach 2007–2009 grał w czwartoligowym KFC Sint-Lenaarts, w którym zakończył karierę w wieku 41 lat.
| Sezon   | Klub               | Kraj    | Rozgrywki     | Mecze | Bramki |
| ------- | ------------------ | ------- | ------------- | ----- | ------ |
| 1985/86 | Royal Antwerp FC   | Belgia  | Eerste Klasse | 16    | 4      |
| 1986/87 | Royal Antwerp FC   | Belgia  | Eerste Klasse | 26    | 5      |
| 1987/88 | Royal Antwerp FC   | Belgia  | Eerste Klasse | 33    | 24     |
| 1988/89 | Pisa Calcio        | Włochy  | Serie A       | 26    | 0      |
| 1989/90 | KV Mechelen        | Belgia  | Eerste Klasse | 13    | 4      |
| 1990/91 | KV Mechelen        | Belgia  | Eerste Klasse | 28    | 13     |
| 1991/92 | KV Mechelen        | Belgia  | Eerste Klasse | 27    | 4      |
| 1992/93 | Royal Antwerp FC   | Belgia  | Eerste Klasse | 32    | 19     |
| 1993/94 | Royal Antwerp FC   | Belgia  | Eerste Klasse | 33    | 12     |
| 1994/95 | Royal Antwerp FC   | Belgia  | Eerste Klasse | 26    | 12     |
| 1995/96 | Royal Antwerp FC   | Belgia  | Eerste Klasse | 27    | 13     |
| 1996/97 | Royal Antwerp FC   | Belgia  | Eerste Klasse | 30    | 13     |
| 1997/98 | FC Tirol Innsbruck | Austria | Bundesliga    | 21    | 8      |
| 1998/99 | FC Tirol Innsbruck | Austria | Bundesliga    | 15    | 3      |
| 1998/99 | Germinal Ekeren    | Belgia  | Eerste Klasse | 15    | 6      |
| 1999/00 | Germinal Beerschot | Belgia  | Eerste Klasse | 17    | 2      |
| 2000/01 | Germinal Beerschot | Belgia  | Eerste Klasse | 22    | 13     |
| 2001/02 | KVC Westerlo       | Belgia  | Eerste Klasse | 22    | 5      |
| 2002/03 | Royal Cappellen FC | Belgia  | Derde Klasse  | 26    | 11     |
| 2003/04 | Royal Cappellen FC | Belgia  | Derde Klasse  | 27    | 21     |
| 2004/05 | Royal Cappellen FC | Belgia  | Derde Klasse  | 29    | 22     |
| 2005/06 | Royal Cappellen FC | Belgia  | Derde Klasse  | 27    | 18     |
| 2006/07 | Royal Cappellen FC | Belgia  | Derde Klasse  | 19    | 0      |
| 2007/08 | KFC Sint-Lenaarts  | Belgia  | IV. liga      | 25    | 14     |
| 2008/09 | KFC Sint-Lenaarts  | Belgia  | IV. liga      | 28    | 11     |

## Kariera reprezentacyjna
W reprezentacji Belgii Severeyns zadebiutował 19 stycznia 1988 w wygranym 3:2 towarzyskim spotkaniu z Izraelem. 26 marca 1988 w sparingu z Węgrami (3:0) strzelił swojego jedynego gola w reprezentacji. W kadrze narodowej od 1988 do 1993 roku wystąpił 7 razy i strzelił 1 gola.
| Mecze i gole w reprezentacji | Mecze i gole w reprezentacji | Mecze i gole w reprezentacji | Mecze i gole w reprezentacji | Mecze i gole w reprezentacji | Mecze i gole w reprezentacji | Mecze i gole w reprezentacji |
| #                            | Data                         | Stadion                      | Rywal                        | Wynik                        | Gol                          | Rozgrywki                    |
| 1988                         | 1988                         | 1988                         | 1988                         | 1988                         | 1988                         | 1988                         |
| ---------------------------- | ---------------------------- | ---------------------------- | ---------------------------- | ---------------------------- | ---------------------------- | ---------------------------- |
| 1.                           | 19.01.1988                   | Ramat Gan, Izrael            | Izrael                       | 3:2                          | 0                            | towarzyski                   |
| 2.                           | 26.03.1988                   | Bruksela, Belgia             | Węgry                        | 3:0                          | 1                            | towarzyski                   |
| 3.                           | 12.10.1988                   | Antwerpia, Belgia            | Brazylia                     | 1:2                          | 0                            | towarzyski                   |
| 4.                           | 19.10.1988                   | Bruksela, Belgia             | Szwajcaria                   | 1:0                          | 0                            | el. MŚ 1990                  |
| 1991                         |                              |                              |                              |                              |                              |                              |
| 5.                           | 09.10.1991                   | Székesfehérvár, Węgry        | Węgry                        | 2:0                          | 0                            | towarzyski                   |
| 1992                         |                              |                              |                              |                              |                              |                              |
| 6.                           | 26.02.1992                   | Tunis, Tunezja               | Tunezja                      | 1:2                          | 0                            | towarzyski                   |
| 1993                         |                              |                              |                              |                              |                              |                              |
| 7.                           | 31.03.1993                   | Cardiff, Walia               | Walia                        | 0:2                          | 0                            | el. MŚ 1994                  |